# Río Aguaytía
El río Aguaytía es un cuerpo de agua peruano, que discurre por el departamento de Ucayali, tiene su origen en el río Yuracyacu proveniente de la Cordillera Azul entre los departamentos de San Martín y Loreto.

## Variaciones del caudal
El río Aguaytia está sufriendo fuertes variaciones en su caudal debido a los cambio climáticos. Es así que reduce drásticamente su nivel y en otras épocas se desborda

## Atractivos turísticos
- Puente Aguaytia puente colgante de 800 m (el segundo más largo del Perú) en la carretera Federico Basadre entre las ciudades de Tingo María y Pucallpa.

- Boquerón del Padre Abad, descubierto por el padre Francisco Alonso de Abad en 1757, es una fractura geológica que da origen a un corredor estrecho de 3 km de longitud con grandes paredes rocosas de más de 100 m de altura. A lo largo de este corredor se presentan 70 caídas de agua.[4]

- Ducha de diablo, catarata de un solo salto de 100 m. La caída forma una poza de unos 10 m² y hay un mirador cercano desde donde se puede observar el río Yuracyacu. La rota tiene una figura similar a la cara de un hombre y de allí su nombre.

- Velo de la novia a 2 km se encuentra otra cascada teniendo una apariencia de un velo de novia encantador. Esta catarata presenta dos saltos de 40 y 60 m respectivamente en un canal angosto que va ensanchándose hasta alcanzar los 6 m en su desembocadura en el río Yuracyacu. Según los pobladores de dicha zona, si alguna mujer entra en sus aguas, ésta se amarga y empieza caer más agua. Pero si entran varones sus aguas son calmadas.

- Shambillo a 15 km, está ubicada esta cascada que fue descubierta por un cazador. Según él escuchaba rumores que en algún sitio de ese inmenso valle se encontraban unas hermosas caídas de aguas que eran encantadoras, que cuando uno se refrescara con dicha agua, entonces esa persona se quedaría a vivir en el lugar.[5]

## Toponimia
El nombre de Aguaytía, según los pobladores proviene de dos vocablos AHUYIA Y SHUAYTIA, de origen shipibo y que tiene por significado AVE NEGRA, que era de mal presagio o “malagüero”.

## Comunidades nativas
- comunidad nativa de Santa Rosa a 4 horas de viaje vía río. Comunidad nativa muy organizada la cual tiene algunas danzas que ellos conservan como costumbres El nombre de la provincia de Padre Abad se da en honor al padre Alonso Abad, misionero franciscano que se hallaba de conversor en el pueblo de San Antonio de Cuchero.

## Clima
Predomina el cálido húmedo tropical. Precipitación pluvial anual 4000 a 6000 mm.

## Flora
Se explota tornillo, caoba, ishpingo, cedro, bolsina, cumala principalmente. Bosques con aprovechamiento maderable. De tipo comestible son las palmas: aguaje, pijuayo, chonta, pona, etc.) y las medicinales (ojé, ajo sacha, hierba Luisa, sangre de grado, etc.).